# ألفونسو باستور
ألفونسو باستور (بالإسبانية: Alfonso Pastor)‏ هو لاعب كرة قدم إسباني في مركز حراسة المرمى، ولد في 4 أكتوبر 2000 في بوخالانكي في إسبانيا.

## وصلات خارجية
- ألفونسو باستور على موقع الاتحاد الدولي (مؤرشف)  (الإنجليزية)
- ألفونسو باستور على موقع الاتحاد الأوربي (الإنجليزية)
- ألفونسو باستور على موقع قاعدة بيانات كرة القدم.إي يو (الإنجليزية)
- ألفونسو باستور على موقع بيانات كرة القدم. دي إي (الألمانية)
- ألفونسو باستور على موقع Soccerbase.com (لاعب) (الإنجليزية)
- ألفونسو باستور على موقع Soccerway.com (الإنجليزية)
- ألفونسو باستور على موقع عالم كرة القدم.نت (الإنجليزية)